# Église Saint-Maudez de Lanvaudan
L'église Saint-Maudez (ou église Saint-Mandé) est une église catholique située à Lanvaudan, dans le Morbihan (France). Elle est dédiée à saint Maudez, moine des Ve et VIe siècles.

## Localisation
L'église est sise place Saint-Maudé, dans le bourg de Lanvaudan (département français du Morbihan).

## Historique
Une première église est mentionnée au XIVe siècle. La première ayant été détruite, une deuxième église est bâtie en 1642,.
Une escarmouche entre chouans et républicains s'est déroulée le 15 avril 1796 dans le presbytère.
L'église, avec le cimetière y attenant, constitue un site naturel classé par l'arrêté du 16 juillet 1969.

## Architecture et intérieur
L'église est construite de manière épurée, formée de lignes simples, sur la base d'un plan en croix latine, à un vaisseau et à chevet plat. Les murs sont bâtis en granite et pierre de taille et le toit est recouvert d'ardoises.
L'intérieur, quoique très peu décoré, contient, outre l'autel principal dédié au saint dédicataire, deux autels secondaires dédiés à la Vierge Marie et saint Roch.

## Enclos
À proximité de l'église, se trouve un ancien lec'h creusé à l'époque historique pour recevoir une croix. Une croix du XVIIIe siècle, provenant du cimetière, a également été conservée, puis inscrite au titre des monuments historiques depuis le 20 mars 1934.
Le presbytère est daté de 1682.

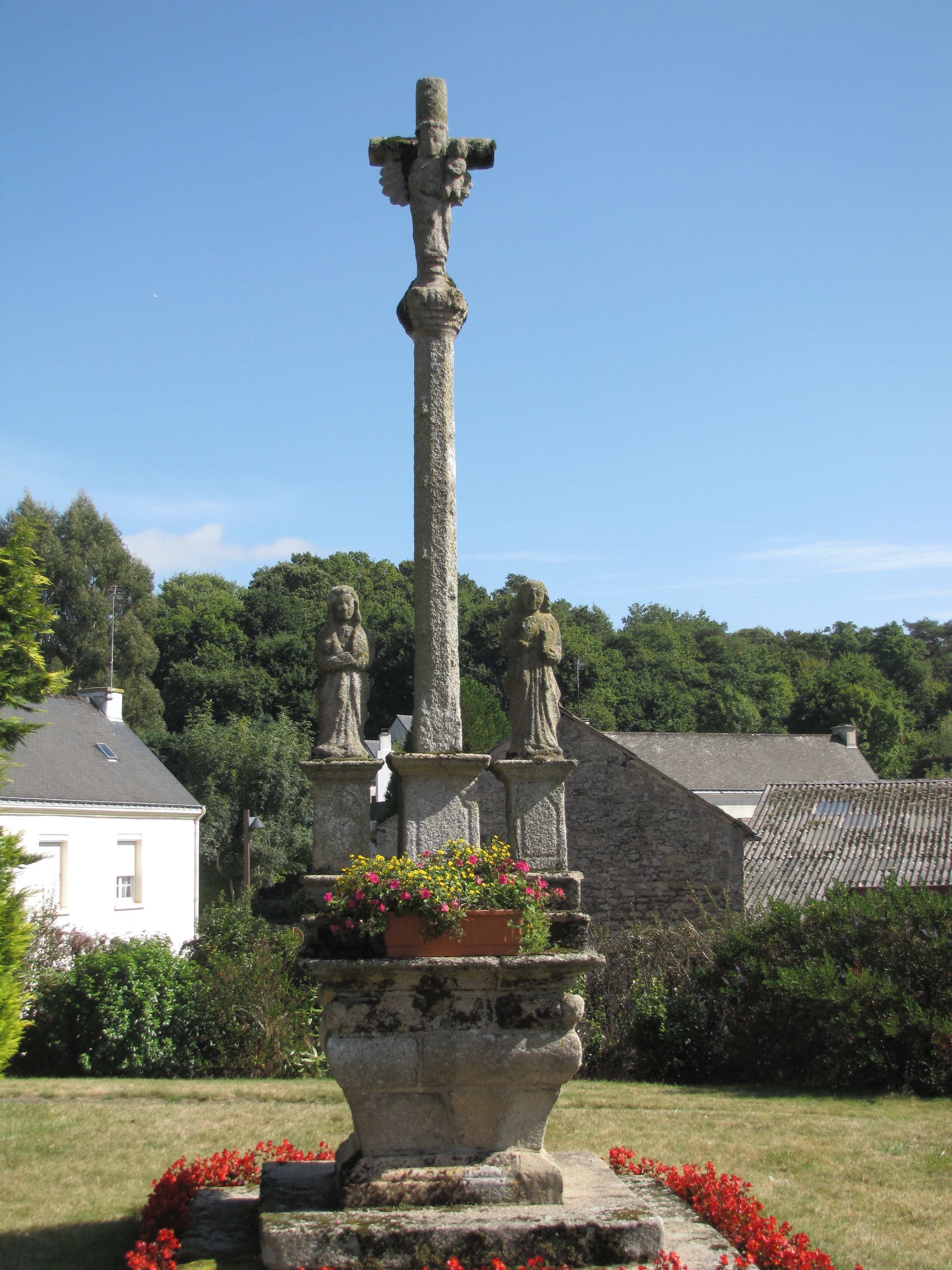
La croix de cimetière.
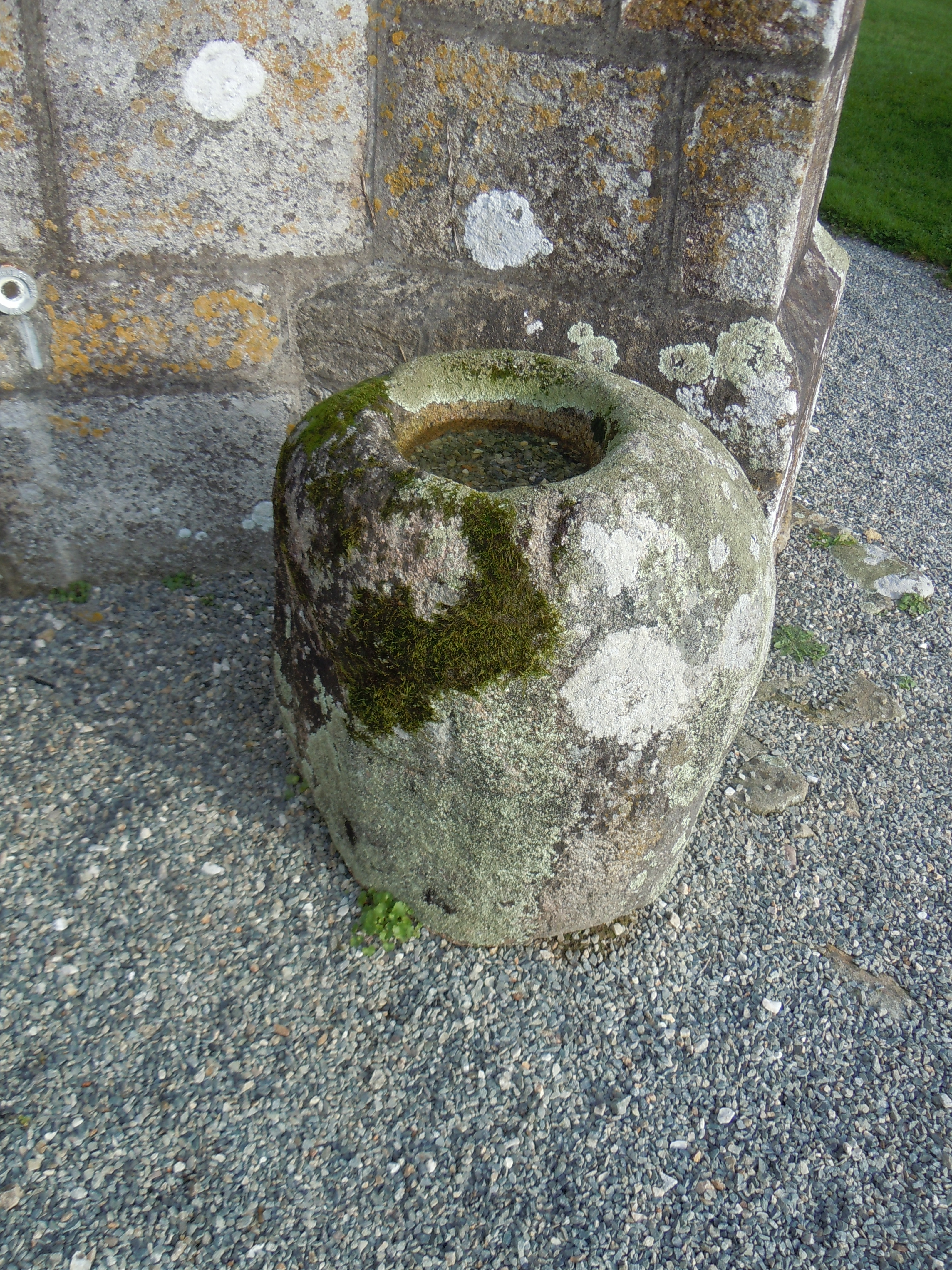
Le lec'h.